# Delivering the Black
Delivering the Black deseti je studijski album njemačkog power metal sastava Primal Fear. Album je objavljen 24. siječnja 2014. godine, a objavila ga je diskografska kuća Frontiers Records.

## Popis pjesama
| 1.    | »King for a Day«            | 3:44 |
| 2.    | »Rebel Faction«             | 4:41 |
| 3.    | »When Death Comes Knocking« | 6:58 |
| 4.    | »Alive & on Fire«           | 4:48 |
| 5.    | »Delivering the Black«      | 4:01 |
| 6.    | »Road to Asylum«            | 3:48 |
| 7.    | »One Night in December«     | 9:18 |
| 8.    | »Never Pray for Justice«    | 4:23 |
| 9.    | »Born with a Broken Heart«  | 4:36 |
| 10.   | »Inseminoid«                | 5:01 |
| 51:18 |                             |      |

## Zasluge
Primal Fear
- Mat Sinner – bas-gitara, prateći vokali, produciranje
- Ralf Scheepers – vokali, dodatni producent (vokala)
- Randy Black – bubnjevi, udaraljke
- Magnus Karlsson – gitara, klavijature, dodatni producent (glazbe)
- Alex Beyrodt – gitara

Dodatni glazbenici
- Liv Kristine – prateći vokali (na pjesmi 9)

Ostalo osoblje
- Achim Koehler – snimanje
- Jacob Hansen – miksanje, mastering
- Oliver Barth – video (bonus DVD)
- Sinja Mueller – pomoćni snimatelj
- Jobert Mello – omot albuma, ilustracije
- Alex Kuehr – fotografija